# George Tuska
George Tuska (Hartford, 26 april 1916 - Manchester, 15 oktober 2009) was een Amerikaans striptekenaar uit de Amerikaanse Golden Age.
Tuska studeerde tot 1939 aan de National Academy School of Art. Hij debuteerde met 'comic strips' in de krant met het personage Scorchy Smith. Hij raakte vooral bekend voor zijn medewerking aan verschillende Captain Marvel-titels in de jaren 1940 en voor zijn illustraties van Iron Man en andere Marvel Comics in de jaren 1960.

### Gecreëerde personages
- Moondragon
- Champions
- Darkstar
- Shanna
- Senor Muerte (met Steve Englehart)
- Planet of the Apes

- Biblioteca Nacional de España: XX4443895
- Bibliothèque nationale de France: cb165055113 (data)
- International Standard Name Identifier: 0000 0001 1886 3849
- Library of Congress Control Number: no2006036408
- Nationale Bibliotheek van Tsjechië: xx0223609
- Nederlandse Thesaurus van Auteursnamen: 362844984
- Istituto Centrale per il Catalogo Unico: UBOV404969
- Système universitaire de documentation: 242865542
- Virtual International Authority File: 56362419
- WorldCat: E39PBJrm7f3q7YMTWmgqCJRHYP